# Liste von Burgen, Schlössern und Festungen im Département Bouches-du-Rhône
Die Liste von Burgen, Schlössern und Festungen im Département Bouches-du-Rhône listet bestehende und abgegangene Anlagen im Département Bouches-du-Rhône auf. Das Département zählt zur Region Provence-Alpes-Côte d’Azur in Frankreich.

Wappen des Départements Bouches-du-Rhône (13)
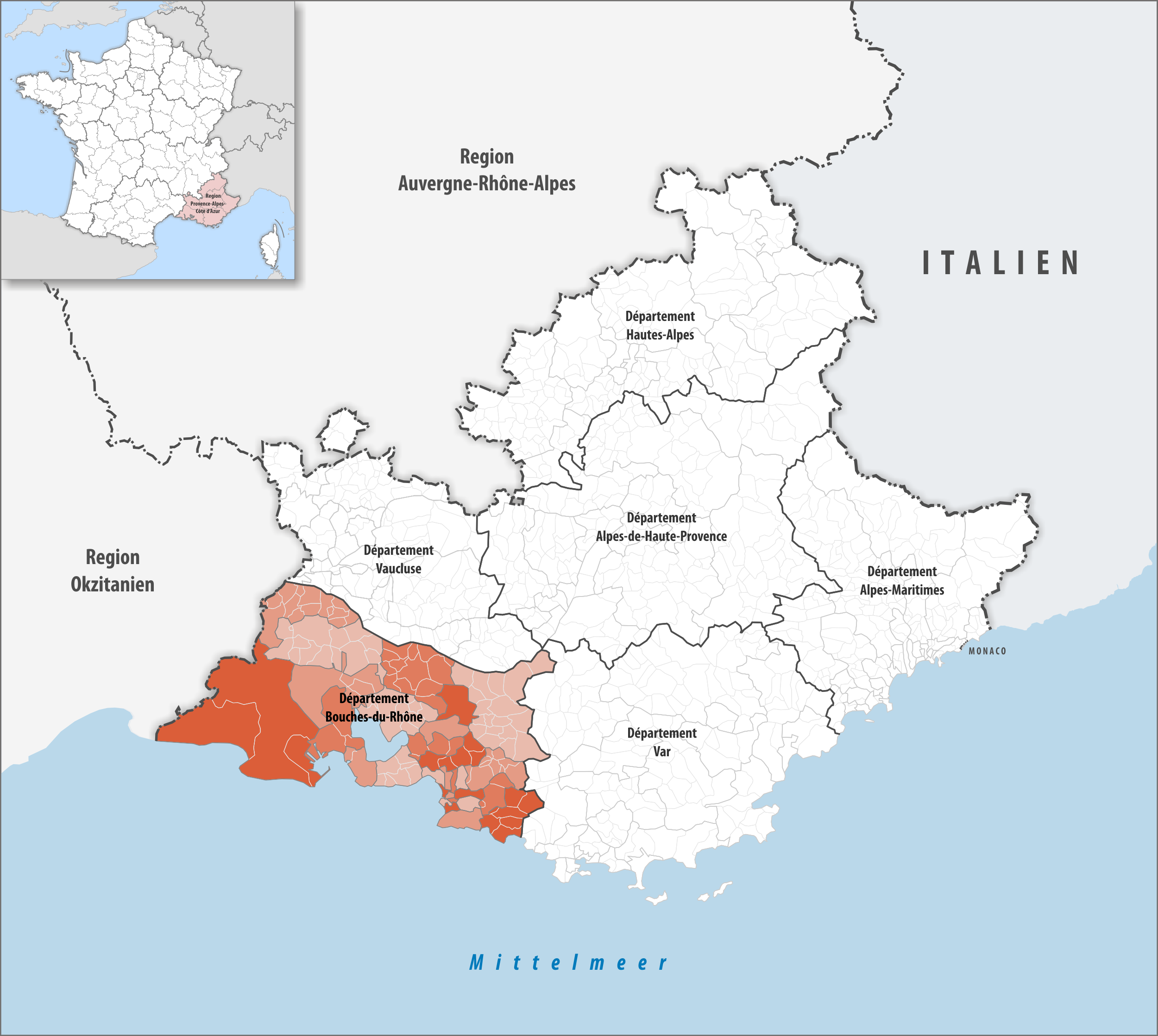
Lage des Départements Bouches-du-Rhône in der Region Provence-Alpes-Côte d’Azur
Lage der Region Provence-Alpes-Côte d’Azur in Frankreich

## Liste
Bestand am 2. Oktober 2021: 124
| Name deu / fra                                                  | Gemeinde / Lage                              | Typ (Untertyp)        | Bemerkungen | Bild |
| --------------------------------------------------------------- | -------------------------------------------- | --------------------- | --- | ---- |
| Schloss Aiguebelle Château d'Aiguebelle (Schloss Ayguebelle)    | Lambesc 43,65809° N, 5,281508° O             | Schloss               | Östlich des Ortes gelegen |      |
| Schloss Albertas Château d'Albertas                             | Gémenos 43,295418° N, 5,628477° O            | Schloss               | Heute Rathaus und Stadtverwaltung |      |
| Burg Allauch Château d'Allauch (La Poterne)                     | Allauch                                      | Burg                  | Ruine |      |
| Burg Alleins Château d'Alleins                                  | Alleins                                      | Burg                  | Ruine |      |
| Schloss Alphéran Château d'Alphéran                             | Aix-en-Provence                              | Schloss               | Mehrfach umgebaut, 1909 bei einem Erdbeben schwer beschädigt und wiederaufgebaut                                                     |      |
| Schloss Les Alpilles Château des Alpilles                       | Saint-Rémy-de-Provence                       | Schloss               | Heute ein Hotel |      |
| Schloss Les Alpines Château des Alpines                         | Marseille                                    | Schloss               | |      |
| Turm Anglica Tour Anglica                                       | Barbentane                                   | Burg (Turm)           | Im 14. Jahrhundert als Wachtturm gebaut, von dem aus man im Hundertjährigen Krieg das Herannahen feindlicher Truppen erkennen sollte |      |
| Schloss Arc Château l'Arc                                       | Fuveau                                       | Schloss               | Heute ein Hotel |      |
| Burg Arnajon Domaine d'Arnajon                                  | Le Puy-Sainte-Réparade 43,6655° N, 5,4173° O | Burg                  | Ruine |      |
| Schloss L’Aroumias Château de l'Aroumias                        | Marseille                                    | Schloss               | |      |
| Burg Aureille Château d'Aureille                                | Aureille                                     | Burg                  | Ruine |      |
| Burg Aurons Château d'Aurons                                    | Aurons                                       | Burg                  | Ruine |      |
| Schloss Avignon Château d'Avignon                               | Saintes-Maries-de-la-Mer                     | Schloss               | Erhielt Ende des 19. Jahrhunderts durch Umbau sein heutiges Aussehen                                                                 |      |
| Burg Les Baux Château des Baux                                  | Les Baux-de-Provence                         | Burg                  | Ruine |      |
| Schloss La Barben Château de La Barben                          | La Barben                                    | Schloss               | |      |
| Schloss Barbentane Château de Barbentane                        | Barbentane 43,900771° N, 4,747392° O         | Schloss               | |      |
| Schloss Beau Pin Château Beau Pin                               | Marseille                                    | Schloss               | |      |
| Schloss La Beaumetane Château la Beaumetane                     | Lançon-Provence                              | Schloss               | |      |
| Schloss Beaurecueil Château de Beaurecueil                      | Beaurecueil                                  | Schloss               | |      |
| Schloss Berger Château Berger                                   | Marseille                                    | Schloss               | Klinik |      |
| Schloss Béziers Château de Béziers                              | Lambesc                                      | Schloss               | |      |
| Pavillon Bidaine Pavillon de Bidaine                            | Lambesc                                      | Schloss (Pavillon)    | |      |
| Schloss Bois-Luzy Château de Bois-Luzy                          | Marseille                                    | Schloss               | Jugendherberge |      |
| Schloss Bonneveine Château de Bonneveine                        | Marseille                                    | Schloss               | Klinik |      |
| Schloss Bonrecueil Château de Bonrecueil                        | Lambesc                                      | Schloss               | |      |
| Schloss Borély Château Borély                                   | Marseille                                    | Schloss               | Mode- und Steingutmuseum |      |
| Fort Bouc Fort de Bouc                                          | Martigues                                    | Festung (Fort)        | |      |
| Schloss Boulbon Château de Boulbon                              | Boulbon                                      | Burg                  | |      |
| Schloss La Brillanne Château de La Brillanne                    | Aix-en-Provence                              | Schloss               | Im 19. Jahrhundert umgebautes Schloss im Weiler Coutheron in Puyricard                                                               |      |
| Burg Bruni Château de Bruni                                     | Berre-l’Étang                                | Burg                  | |      |
| Schloss La Buzine Château de la Buzine                          | Marseille                                    | Schloss               | Museum und Kino |      |
| Schloss Cabanes Château de Cabanes                              | Rognes                                       | Schloss               | |      |
| Schloss Cadarache Château de Cadarache                          | Saint-Paul-lès-Durance                       | Schloss               | |      |
| Schloss La Calade Château de la Calade                          | Aix-en-Provence                              | Schloss               | |      |
| Schloss Calissanne Château Calissanne                           | Lançon-Provence                              | Schloss               | |      |
| Schloss Cantini Château Cantini                                 | Marseille                                    | Schloss               | Lycée de Marseilleveyre |      |
| Schloss Caseneuve Château de Caseneuve                          | Lançon-Provence                              | Schloss               | |      |
| Burg Cassis Château de Cassis                                   | Cassis                                       | Burg                  | |      |
| Turm Castillon Tours de Castillon                               | Paradou                                      | Burg (Turm)           | |      |
| Schloss Charles-Roux Château Charles-Roux                       | Sausset-les-Pins                             | Schloss               | |      |
| Schloss Charleval Château de Charleval                          | Charleval                                    | Schloss               | |      |
| Schloss Château-Gombert Château de Château-Gombert              | Marseille                                    | Schloss               | Museum |      |
| Burg Châteaurenard Château de Châteaurenard                     | Châteaurenard                                | Burg                  | Ruine |      |
| Schloss Les Creissauds Château des Creissauds                   | Aubagne                                      | Schloss               | |      |
| Schloss La Demande Château de la Demande                        | Aubagne                                      | Schloss               | |      |
| Schloss Double Château Double                                   | Marseille                                    | Schloss               | Marine-Handelsschule |      |
| Schloss Empéri Château de l'Empéri                              | Salon-de-Provence                            | Schloss               | Von den Türmen aus machte Nostradamus seine Sternbeobachtungen und Deutungen.                                                        |      |
| Schloss Estrangin Château Estrangin                             | Marseille                                    | Schloss               | Heute ein Freizeitzentrum |      |
| Schloss Fallet Château Fallet                                   | Marseille                                    | Schloss               | |      |
| Schloss Favary Château de Favary                                | Aubagne                                      | Schloss               | |      |
| Schloss Fonscolombe Château de Fonscolombe                      | Le Puy-Sainte-Réparade                       | Schloss               | |      |
| Schloss Fontainieu Château de Fontainieu                        | Marseille                                    | Schloss               | Bastide des années 1920, maison de retraite                                                                                          |      |
| Schloss Fontblanche Château de Fontblanche                      | Cassis                                       | Schloss               | Weingut |      |
| Schloss Fontcreuse Château de Fontcreuse                        | Cassis                                       | Schloss               | Weingut |      |
| Schloss Fontvieille Château de Fontvieille                      | Allauch                                      | Schloss               | |      |
| Schloss La Forbine Château de la Forbine                        | Marseille                                    | Schloss               | Bastide flanquée d'une tour d'angle, quartier Saint-Marcel                                                                           |      |
| Schloss Fos-sur-Mer Château de Fos-sur-Mer                      | Fos-sur-Mer                                  | Burg                  | |      |
| Schloss La Gaude Château de la Gaude                            | Aix-en-Provence                              | Schloss               | |      |
| Schloss La Gélade Chateau de la Gélade                          | Aubagne                                      | Schloss               | |      |
| Schloss Goubelet Château de Goubelet (Goblet)                   | Tarascon 43,79628° N, 4,6695° O              | Schloss               | |      |
| Schloss Le Grand Saint Jean Château du Grand Saint Jean         | Aix-en-Provence                              | Schloss               | |      |
| Schloss Grimaldi-Régusse Hôtel de Grimaldi-Régusse              | Aix-en-Provence                              | Schloss (Stadtpalais) | 1680 erbaut |      |
| Schloss La Guillermy Bastide de la Guillermy                    | Marseille                                    | Schloss               | |      |
| Château d’If Château d'If                                       | Marseille                                    | Festung               | Ehemalige Festung und Gefängnisinsel, berühmt durch den Roman Der Graf von Monte Christo von Alexandre Dumas                         |      |
| Burg Janson Château de Janson                                   | Saint-Estève-Janson                          | Burg                  | Ruine |      |
| Schloss Lenfant Château de Lenfant                              | Aix-en-Provence                              | Schloss               | |      |
| Pavillon Lenfant Pavillon de Lenfant                            | Aix-en-Provence                              | Schloss (Pavillon)    | |      |
| Schloss Libran Château de Libran                                | Lambesc                                      | Schloss               | |      |
| Villa Magalone Bastide de la Magalone                           | Marseille                                    | Schlossartige Villa   | |      |
| Schloss Magenta Château Magenta                                 | Marseille                                    | Schloss               | Altes Rathaus |      |
| Schloss Maraljehan Bastide de Maraljehan                        | Marseille                                    | Schloss               | |      |
| Schloss Marignane Château de Marignane                          | Marignane                                    | Schloss               | Heute das Rathaus (Hôtel de ville)                                                                                                   |      |
| Schloss Les Martégaux Château des Martégaux                     | Marseille                                    | Schloss               | Altenheim |      |
| Schloss La Martelle Château de La Martelle                      | Aubagne 43,295415° N, 5,591148° O            | Schloss               | |      |
| Schloss Marveyre Château de Marveyre                            | Marseille                                    | Schloss               | |      |
| Schloss La Mignarde Château de la Mignarde                      | Aix-en-Provence                              | Schloss               | |      |
| Schloss La Mirabelle Château de la Mirabelle                    | Marseille                                    | Schloss               | |      |
| Burg Montpaon Château de Montpaon                               | Fontvieille                                  | Burg                  | |      |
| Schloss La Moutte Bastide de La Moutte                          | Marseille                                    | Schloss               | Pädagogisches Institut |      |
| Schloss Ners Château de Ners                                    | Allauch                                      | Schloss               | |      |
| Schloss Noir du Tholonet Château Noir du Tholonet               | Le Tholonet                                  | Schloss               | Gedenkstätte von Paul Cézanne |      |
| Schloss La Panouse Château de la Panouse                        | Marseille                                    | Schloss               | |      |
| Schloss Pastré Château Pastré                                   | Marseille                                    | Schloss               | |      |
| Schloss Pélissier Château Pélissier                             | Saint-Rémy-de-Provence                       | Schloss               | |      |
| Schloss La Penne Château de la Penne                            | Pélissanne                                   | Schloss               | |      |
| Schloss Périer Château Périer                                   | Marseille                                    | Schloss               | |      |
| Schloss Petit Sonnailler Château Petit Sonnailler               | Aurons                                       | Schloss               | |      |
| Schloss Peynier Château de Peynier                              | Peynier                                      | Schloss               | Heute eine Privatschule |      |
| Palais Le Pharo Palais du Pharo                                 | Marseille                                    | Schloss (Palais)      | |      |
| Schloss La Pioline Château de la Pioline                        | Aix-en-Provence                              | Schloss               | |      |
| Schloss Ponteau Château de Ponteau                              | Martigues                                    | Schloss               | |      |
| Schloss Puyricard Château de Puyricard                          | Aix-en-Provence                              | Schloss               | |      |
| Schloss Régis Château Régis                                     | Marseille                                    | Schloss               | Katholische Privatschule |      |
| Schloss La Reynarde Château de la Reynarde                      | Marseille                                    | Schloss               | |      |
| Schloss Ricard Château Ricard                                   | Marseille                                    | Schloss               | Sitz eines Unternehmens |      |
| Burg Rognes Château de Rognes                                   | Rognes                                       | Burg                  | Ruine |      |
| Fort La Rouguière Bastide de la Rouguière (Château de la Salle) | Marseille                                    | Festung (Fort)        | |      |
| Schloss Roussan Château de Roussan                              | Saint-Rémy-de-Provence                       | Schloss               | |      |
| Schloss La Rouvière Château de la Rouvière                      | Marseille                                    | Schloss               | |      |
| Schloss La Royante Château La Royante (Château de l'évêque)     | Aubagne                                      | Schloss               | |      |
| Schloss Saint-Antoine Château Saint-Antoine                     | Marseille                                    | Schloss               | |      |
| Schloss Saint-Barnabé Château de Saint-Barnabé                  | Marseille                                    | Schloss               | |      |
| Schloss Saint-Cyr Château de Saint-Cyr                          | Marseille                                    | Schloss               | |      |
| Fort Saint-Jean                                                 | Marseille                                    | Burg (Fort)           | |      |
| Schloss Saint-Joseph Château Saint-Joseph                       | Marseille                                    | Schloss               | Örtliches Rathaus |      |
| Fort Saint-Nicolas                                              | Marseille                                    | Burg (Fort)           | |      |
| Schloss Saint-Victor Château Saint-Victor                       | Marseille                                    | Schloss               | |      |
| Schloss Sénéguier Château de Sénéguier                          | Lançon-Provence                              | Schloss               | |      |
| Schloss Le Seuil Château du Seuil                               | Aix-en-Provence                              | Schloss               | Weingut |      |
| Schloss Sibourg Château de Sibourg                              | Lançon-Provence                              | Schloss               | |      |
| Schloss Simone Château Simone                                   | Meyreuil                                     | Schloss               | |      |
| Schloss Les Taillades Château des Taillades                     | Lambesc                                      | Schloss               | |      |
| Schloss Talabot Château Talabot                                 | Marseille                                    | Schloss               | |      |
| Burg Tarascon Château de Tarascon                               | Tarascon                                     | Burg                  | |      |
| Schloss Le Tholonet Château du Tholonet                         | Le Tholonet                                  | Schloss               | |      |
| Burg Trets Château de Trets                                     | Trets                                        | Burg                  | |      |
| Schloss Valbonnette Château de Valbonnette                      | Lambesc                                      | Schloss               | |      |
| Schloss Le Vallon Giraudy Bastide du Vallon Giraudy             | Marseille                                    | Schloss               | |      |
| Schloss Valmante Château de Valmante                            | Marseille                                    | Schloss               | Rehabilitationszentrum |      |
| Villa Valmer                                                    | Marseille                                    | Schloss               | |      |
| Schloss Vauvenargues Château de Vauvenargues                    | Vauvenargues                                 | Schloss               | |      |
| Pavillon Vendôme Pavillon de Vendôme                            | Aix-en-Provence                              | Schloss (Pavillon)    | |      |
| Burg Virant Château Virant                                      | Lançon-Provence                              | Burg                  | Ruine |      |